# 都築甚之助

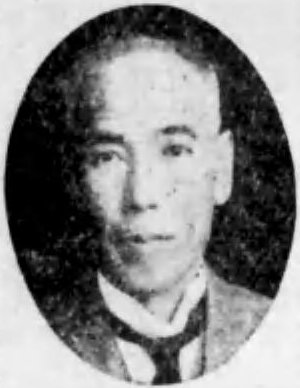
都築甚之助

都築 甚之助（つづき じんのすけ、1869年12月21日（明治2年11月19日） - 1933年（昭和8年）3月12日）は、明治から昭和前期にかけての軍医、脚気が栄養欠乏でおこり、米糠により予防・治療ができることを動物実験で確認した。愛知県出身。

## 生涯

### 生い立ち
1869年12月21日（（旧暦）明治2年11月19日）、三河碧海郡刈谷藩領（現愛知県刈谷市）の農家、都築甚六・つう夫妻の長男として都築甚之助は誕生した。1883年（明治16年）元刈谷小学校を卒業し郡立高等学校に入学、同校卒業後1885年（明治18年）愛知医学校（現名古屋大学医学部）に入学し、1887年（明治20年）千葉第一高等中学校医学部（現千葉大学医学部）に転じ、1890年（明治23年）4月卒業した。

### 軍医任官
1891年（明治24年）6月見習い軍医となり、11月陸軍三等軍医（少尉相当）に任じられ第一師団付きとなり、1892年（明治25年）陸軍軍医学校に入学を命じられて主に衛生学を専攻した。軍医学校入学の翌年森林太郎が校長心得として、岡田国太郎が細菌学担当教官兼校長副官として着任した。1895年（明治28年）日清戦争勃発に際し北白川宮能久親王机下の第四師団の属し山東半島出兵に従軍し、戦争終結後北白川宮能久親王近衛師団長転任と共に同師団付きとして新たに日本領となった台湾の征討（乙未戦争）に従軍した。この時台湾総督府陸軍局軍医部長には森林太郎が就任したが、台湾に派遣された軍内部で脚気が大流行したのに対し有効な手段が採られず、軍医部長は翌年土岐頼徳に交代した。同1896年（明治29年）軍医学校学校付きとなる。

### 留学
1898年（明治31年）9月陸軍省より私費留学の許可を得11月横浜を出港し、ドイツフィリップ大学マールブルクに入学しベーリング博士に師事、1900年（明治33年）官費留学を認められ、学位取得後のオーストリア・フランスを視察、1901年（明治34年）帰国後は軍医学校教官に任じられた。マラリア調査、北支那でのコレラ流行に伴い予防官として派遣され秋山好古（清国駐屯軍守備司令官）等より信頼を得、帰国後小村外務大臣より感状を贈られた。

### 脚気
日露戦争開戦後、都築は1904年（明治37年）11月大里検疫所課長、翌年4月広島市沖にある似島検疫所に任じられた。当時広島予備病院内に脚気病調査委員会が設けられ軍医学校生徒時代の教官であった岡田国太郎が委員長に就任し、小久保恵作が院長を勤める予備病院第三分院に戦地帰還脚気患者を収容し脚気精密検査を開始した。翌年『脚気病調査第一回略報』（東京医事新誌1428）にて3月に岡田・小久保両軍医より脚気の病原菌発見したことが発表され、都築も同年12月別に脚気病原菌発見を発表した。ただ、夫々の菌が全て異なっていたことから岡田・都築は脚気菌発見を取り消すに及んだ。
日露戦争終戦後、陸軍医務局における日露戦争の公式記録『明治三十七八年戦役陸軍衛生史』編纂委員を命じられ、1908年（明治41年）6月陸軍に臨時脚気病調査会が設営されると第一斑調査班（細菌）委員に北里柴三郎・北島多一・柴山五郎作・宮本叔等と共に任命され、同年8月芝山・宮本委員と共にバタヴィアに出張し同地での脚気の状況を調査し12月に帰国、翌年2月脚気病調査会にて報告を行った。バタヴィアからの帰国後柴山・宮本の両委員は引きつづき伝染病説を維持するが、都築は細菌説を棄て栄養欠乏説へと大転換し、動物脚気の発生実験（エイクマンの追試）を行い糠の有効成分の研究（抽出と効否試験）を行っていることを、1910年（明治43年）3月の調査会と4月の日本医学会で公表した。同年12月都築は脚気病調査会委員を免じられた。1910年11月に『私立脚気研究所』を立ち上げ独自に研究を続け、翌年4月には東京医学会総会で「脚気ノ動物試験第二回報告」を発表し、糠の有効成分（アンチベリベリン原液）を抽出に成功し、アンチベリベリンを用い人への脚気治療試験をした結果大いに効果を得たことを発表した。
1910年（明治43年）6月陸軍軍医学校教官に任じられ、1911年（明治44年）6月30日、陸軍一等軍医正（大佐相当）に昇任、1912年（明治45年）12月再びドイツへの留学を命じられハイデルベルク大学のコッセル博士に師事し医化学を修め、1912年（大正元年）9月帰国した。帰国後はアンチベリベリン薬の製造販売について日本・ドイツ・アメリカ・イギリス・フランス5カ国の特許を得、1915年（大正4年）3月東京博覧会学術会場においてアンチベリベリンの脚気に対する有効性を明らかにし一般大衆の認知を得るにいたった。
1914年（大正3年）4月2日、予備役に編入され、1926年（大正15年）4月1日、後備役を経て、1930年（昭和5年）4月1日に退役した。

### 晩年
都築脚気専門療院長として1916年（大正15年）には東京四谷医師会長となり、晩年は和歌や謡曲を楽しみ、1933年（昭和8年）東京府四谷区舟町（現東京都新宿区舟町）に自邸に病没した。

## 家族
父：都築甚六
母：つう
妹：きし（1872年生）
妻：すず（1875年生）　村井佐一郎五女
次男：盆世
四男：経世
五男：従世
四女：和子

## 論文・著作
論文・著作
- 「臨床診検法全書（約氏）」（中館長三郎・都築甚之助訳 英蘭堂 1897年）
- 「新ツベルクリン療法」（天児民恵編 都築甚之助閲 天児民恵 1898年）
- 「我邦ニ於ケル麻刺里亜蚊伝搬ノ証明」（都築甚之助・大町文興著 都築甚之助 1901年）
- 「麻刺里亜新説」（都築甚之助著 都築甚之助1902年）
- 「伝染病予防消毒免疫新論」（都築甚之助著 金原医籍店 1903年）
- 「脚気のアンチベリベリン内服及注射療法」（都築甚之助述 野坂桂三編 脚気予防救済会 1913年）
- 「大正謡三番集」（都築甚之助著 毎月新聞社 1919年）
- 「かつけ談叢」（都築甚之助著 毎月新聞社 1921年）
- 「都築ドクトルかつけ談叢」（都築甚之助著 毎月新聞社 1922年）
- 「松の木 歌集」（都築甚之助著 青垣発行所 1929年）
- 「松の木以后 歌集」（都築甚之助遺著 都築甚之助遺稿出版部 1935年）

雑誌
- 「中外医事新報 (519)」 P1462「麻刺利亞ト蚊トノ關係 都築甚之助 」の項（日本医史学会 1901年11月）
- 「中外医事新報 (619)」 P56「脚氣病原雙球菌ニ就テ 都築甚之助」の項（日本医史学会 1906年1月）
- 「中外医事新報 (705)」 P1064「『ベリベリー』病調査 柴山五郞作・宮本叔・都築甚之助」の項（日本医史学会 1909年8月）
- 「顕微鏡 (43)」 P40「明治三十四年八月二十一日軍醫學校ニ於テセシ第七師管下蚊ト麻剌利亞病トノ關係調査報告會ニ於ケル講話ノ綱目 都築甚之助」の項（顕微鏡雑誌局 1901年9月）
- 「顕微鏡 (69)」 P38「脚氣ト親密ナル關係アル一種ノ双球菌ニ就テ 都築甚之助」の項（顕微鏡雑誌局 1905年11月）
- 「顕微鏡 (106)」 P45「脚氣ノ動物試驗第二囘報告 都築甚之助」の項（顕微鏡雑誌局 1912年3月）
- 「慶応義塾学報 (167)」 P11「脚氣症に就て 都築甚之助」の項（慶応義塾学報発行所 1911年6月）
- 「医事新聞 (903)」  P851「『アンチベリベリン』療法ニ係ハル自他ノ臨牀實驗 都築甚之助」の項（医事新聞社 1914年6月）
- 「食糧評論 3(4)」 P2「國民衞生と麥飯常用 都築甚之助」の項（食糧評論社 1918年4月）
- 「日本医事新報 (113/114)」 P45「近代の勝氣治療藥 都築甚之助」の項（日本医事新報社 1924年3月）